# Warren O'Hora
Warren Patrick O'Hora (Dublino, 19 aprile 1999) è un calciatore irlandese, difensore dell'Hibernian.

## Carriera
Cresciuto nel settore giovanile del Bohemians, ha esordito tra i professionisti il 16 giugno 2017, nella partita di Premier Division vinta per 1-3 contro il St Patrick's. Il 12 gennaio 2018 viene acquistato dal Brighton, con cui firma un contratto di due anni e mezzo, che lo inserisce nella propria formazione Under-23; il 21 agosto 2020 passa in prestito al 
MK Dons, che nel successivo mese di gennaio lo acquista a titolo definitivo. Resta con i Dons per quattro stagioni, disputate da titolare inamovibile nel ruolo; il 26 giugno 2024, rimasto svincolato, viene tesserato con un triennale dall'Hibernian.

## Statistiche

### Presenze e reti nei club
Statistiche aggiornate al 24 luglio 2025.
| Stagione         | Squadra          | Campionato       | Campionato | Campionato | Coppe nazionali | Coppe nazionali | Coppe nazionali | Coppe continentali | Coppe continentali | Coppe continentali | Altre coppe | Altre coppe | Altre coppe | Totale | Totale |
| Stagione         | Squadra          | Comp             | Pres       | Reti       | Comp            | Pres            | Reti            | Comp               | Pres               | Reti               | Comp        | Pres        | Reti        | Pres   | Reti   |
| ---------------- | ---------------- | ---------------- | ---------- | ---------- | --------------- | --------------- | --------------- | ------------------ | ------------------ | ------------------ | ----------- | ----------- | ----------- | ------ | ------ |
| lug.-ott. 2016   | Bohemians        | PD               | 0          | 0          | CI              | 0               | 0               | -                  | -                  | -                  | -           | -           | -           | 0      | 0      |
| 2017             | Bohemians        | PD               | 11         | 0          | CI              | 0               | 0               | -                  | -                  | -                  | -           | -           | -           | 11     | 0      |
| Totale Bohemians | Totale Bohemians | Totale Bohemians | 11         | 0          |                 | 0               | 0               |                    | -                  | -                  |             | -           | -           | 11     | 0      |
| 2020-2021        | MK Dons          | FL1              | 31         | 2          | FACup+CdL       | 1+0             | 0               | -                  | -                  | -                  | FLT         | 3           | 0           | 35     | 2      |
| 2021-2022        | MK Dons          | FL1              | 46+2       | 2          | FACup+CdL       | 2+1             | 0               | -                  | -                  | -                  | EFLT        | 3           | 0           | 54     | 2      |
| 2022-2023        | MK Dons          | FL1              | 28         | 2          | FACup+CdL       | 2+4             | 0+1             | -                  | -                  | -                  | EFLT        | 3           | 0           | 37     | 3      |
| 2023-2024        | MK Dons          | FL2              | 45+2       | 3          | FACup+CdL       | 1+1             | 0               | -                  | -                  | -                  | EFLT        | 2           | 0           | 51     | 3      |
| Totale MK Dons   | Totale MK Dons   | Totale MK Dons   | 150+4      | 9          |                 | 12              | 1               |                    | -                  | -                  |             | 11          | 0           | 177    | 10     |
| 2024-2025        | Hibernian        | SP               | 32         | 1          | CS+CdL          | 2+5             | 0+1             | -                  | -                  | -                  | -           | -           | -           | 39     | 2      |
| 2025-2026        | Hibernian        | SP               | 0          | 0          | CS+CdL          | 0+0             | 0               | UEL                | 0                  | 0                  | -           | -           | -           | 0      | 0      |
| Totale Hibernian | Totale Hibernian | Totale Hibernian | 32         | 1          |                 | 7               | 1               |                    | 0                  | 0                  |             | -           | -           | 39     | 2      |
| Totale carriera  | Totale carriera  | Totale carriera  | 193+4      | 10         |                 | 19              | 2               |                    | 0                  | 0                  |             | 11          | 0           | 227    | 12     |